# Bracharoa
Bracharoa este un gen de molii din familia Lymantriinae.
Specii incluse:
- Bracharoa bistigmigera
- Bracharoa charax
- Bracharoa dregei
- Bracharoa impunctata
- Bracharoa paupera
- Bracharoa quadripunctata
- Bracharoa ragazzii
- Bracharoa reducta

## Legături externe
- en Baza de date a genului Lepidoptera la Muzeul de istorie naturală